# Turkistanische Legion

Ärmelabzeichen der Turkistanischen Legion

Die Turkistanische Legion war im Zweiten Weltkrieg eine der auf deutscher Seite eingesetzten Ostlegionen. Sie bestand aus in deutsche Kriegsgefangenschaft geratenen Angehörigen von Turkvölkern.

## Geschichte
Nach dem deutschen Überfall auf die Sowjetunion am 22. Juni 1941 gerieten bald Millionen von Soldaten der Roten Armee in deutsche Kriegsgefangenschaft. Zunächst wurden die darunter befindlichen Angehörigen von Turkvölkern noch als rassisch minderwertig bezeichnet; bereits im Herbst 1941 wurde eine andere offizielle Haltung verkündet. Als im Dezember 1941 klar wurde, dass der Krieg noch lange dauern würde, besann man sich auf potentielle Vorteile, die antirussische Gefühle in unterdrückten Minderheiten bringen könnten.
So wurden Vorschläge akzeptiert, aus antisowjetisch eingestellten Kriegsgefangenen militärische Verbände aufzustellen. Anders als die baltischen Staaten oder etwa die Ukraine war das in Mittelasien liegende Turkestan nicht von deutschen Truppen besetzt. Ab 1942 wurde von der deutschen Wehrmacht aus Angehörigen von Turkvölkern eine „Legion Idel-Ural“ gebildet, die auf Russland von Osten her „Druck“ ausüben sollte.
Alfred Rosenberg plante ein Reichskommissariat Turkestan auf den Territorien der zentralasiatischen Republiken der UdSSR. Doch den Soldaten der turkestanischen Legion versprach das NS-Regime zu Propagandazwecken die Gründung des „Großturkestan“, welches neben Zentralasien auch die Wolga-Region, Aserbaidschan, den Nordkaukasus und Xinjiang umfassen sollte. Am 15. November 1941 erließ Eduard Wagner, Generalquartiermeister im Oberkommando des Heeres einen Befehl „Über die Aufstellung einer militärischen Einheit aus Kriegsgefangenen aus Turkestan und kaukasischen Nationalitäten“. Gemäß dieser Anordnung wurde innerhalb der deutschen 444. Sicherungs-Division ein turkestanisches Regiment unter dem Kommando des Oberleutnants Taube geschaffen.
Im Mai 1942 stellte man die erste „Turkistanische Legion“ auf; sie bestand zunächst nur aus einem einzigen Bataillon. Bis Ende des Jahres 1943 entstanden insgesamt 16 Bataillone mit einer Gesamtstärke von etwa 16.000 Soldaten. Unter dem Kommando eines Wehrmachtgenerals integrierte man die Angehörigen schließlich in die 162. Infanterie-Division. Mitte Juni 1943 wurde Ernst-August Köstring zum Inspekteur der Turkistanischen Legion ernannt und am 1. Januar 1944 dann zum General der Ostlegionen im Oberkommando des Heeres befördert. Um eine mögliche Gefangennahme durch die Rote Armee auszuschließen, verlegte man die Turkistanische Legion nach Frankreich bzw. nach Norditalien. 1945 wurde der größte Teil der Legion von der britischen Armee gefangen genommen. Die Gesamtzahl der Soldaten, die in der Turkistanischen Legion dienten, wird auf 110.000 bis 180.000 geschätzt.
Gemäß der auf der Konferenz von Jalta geschlossenen Vereinbarung wurden die Mitglieder der Legion in die Sowjetunion zurückgeführt, wo sie das gleiche Schicksal erlitten wie die anderen so genannten „Ostvölker“, die die Seiten gewechselt hatten: Stalin ließ die Soldaten in heimatferne Gegenden der Sowjetunion deportieren oder hinrichten.
Turkestani in der Wehrmacht in Frankreich:

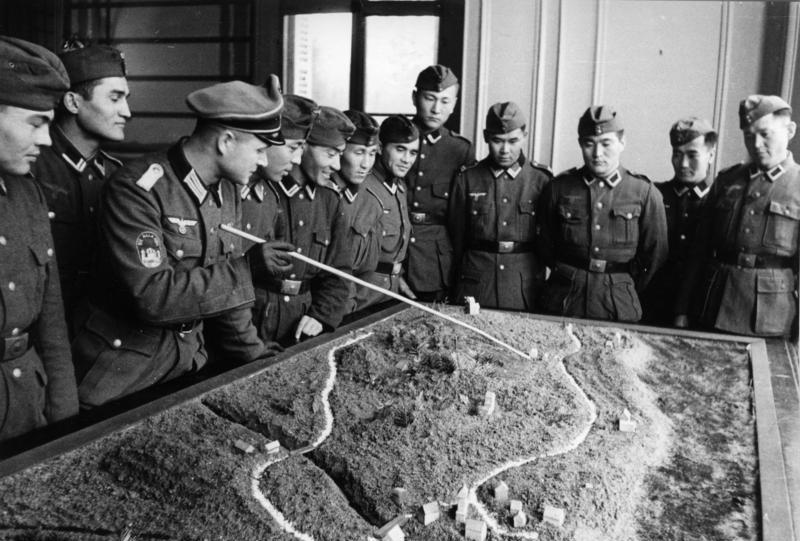
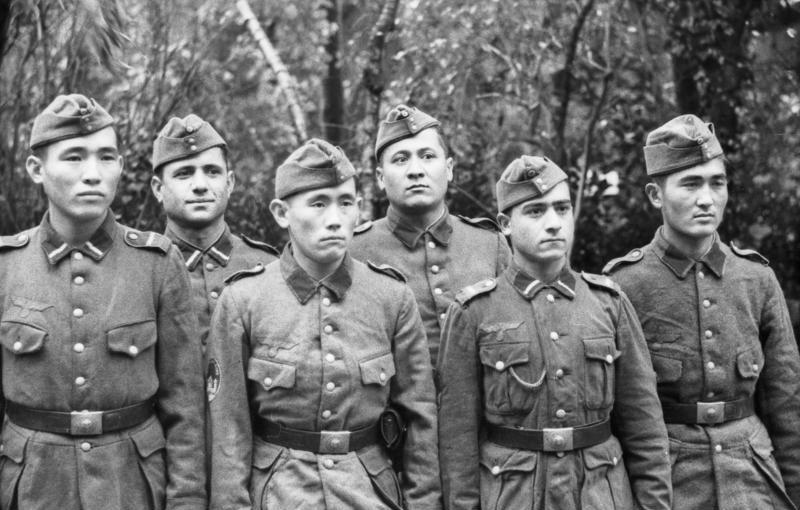
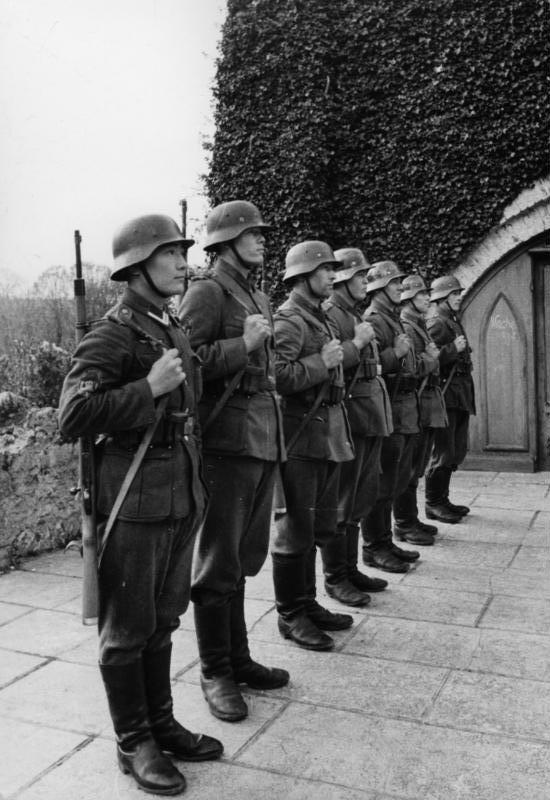
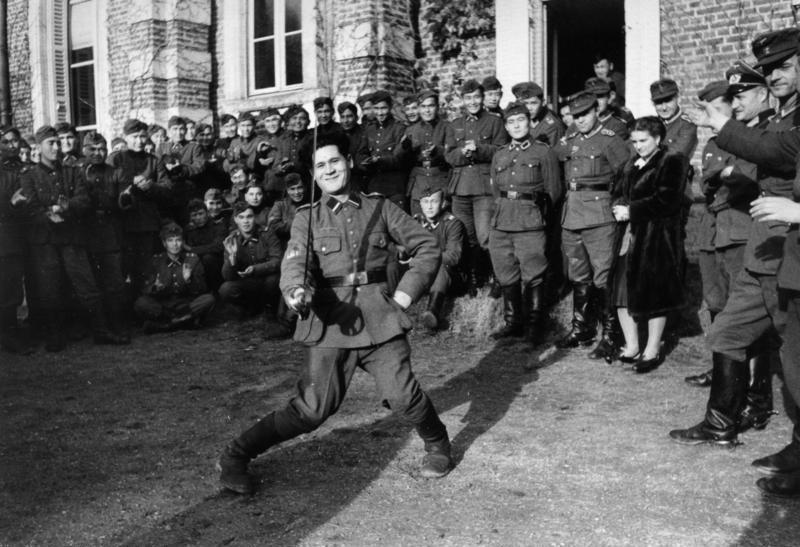
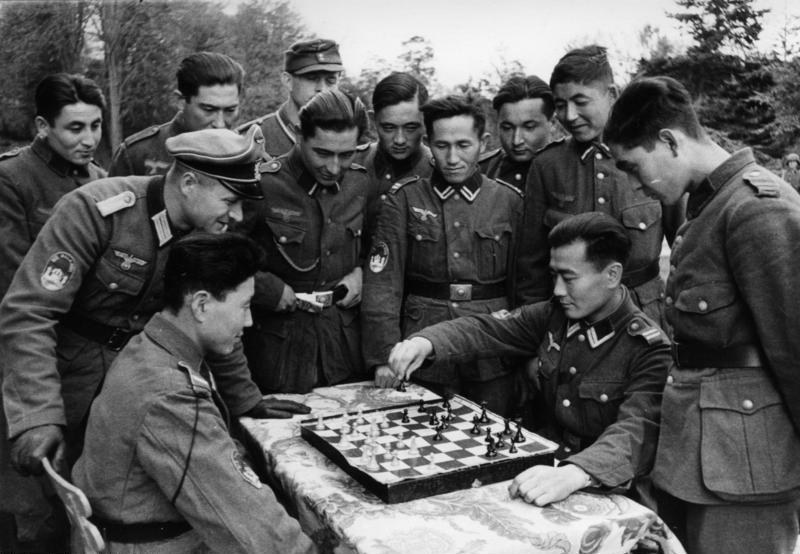

## Notizen
1. ↑  Nach dortigen Angaben war "Ostlegion" ein übergeordneter Begriff, sowohl für diese Turkistanische L., als auch für eine weitere, reale "Kaukasisch-Mohammedanische Legion"; sowie für weitere Legionen, die jedoch über das Stadium der Planung nicht hinaus kamen.
2. ↑  Л. А. Безыменский: Разгаданные загадки Третьего рейха. Книга не только о прошлом, 1941—1945. том 2. М. 1984, S. 22–23.
3. ↑  Романько О.В: Мусульманские легионы во Второй мировой войне. М: АСТ; Транзиткнига, 2004.
4. ↑  С. И. Дробязко: Под знаменами врага. Антисоветские формирования в составе германских вооружённых сил 1941—1945 гг. М.: Эксмо, 2004, S. 150–159.
5. ↑  Adeeb Khalid: Central Asia. A new history from the imperial conquests to the present. Princeton University Press, Princeton 2021, ISBN 978-0-691-16139-6, S. 276.
6. ↑  Das spezifische Profil des Verlags ist zu beachten.